# Suzette Defoye
Suzette Defoye (Marie-Suzanne-Joséphe Artus Truyart), född i Lille 17 juli 1741, död okänt år (efter år 1787), var en fransktalande balettdansös, operasångare, skådespelare och teaterdirektör verksam i Österrikiska Nederländerna, Frankrike och Ryssland. 
Hon var dotter till musikern Pierre-Jérôme Artus Truyart och skådespelaren Marie Bienfait. Defoye debuterade som dansare i Frankrike 1759 och som sångare i Bryssel 1766. Åren 1766-1772 var hon en av de femton medlemmarna och samdirektörerna i den teatertrupp som hade exklusiv rätt att uppträda i Österrikiska Nederländerna. Åren 1774-1781 var hon aktiv i Sankt Petersburg och Moskva i Ryssland; fram till 1779 i den franska teatertruppen, därefter som enskild konsertsångare. 1782-1785 var hon återigen aktiv i Österrikiska Nederländerna vid teatern i Gent. År 1787 var hon direktör för teatern i Béthune. Hennes liv efter detta årtal är okänt.    